# Suarăș
Suarăș – wieś w Rumunii, w okręgu Kluż, w gminie Bobâlna. W 2011 roku liczyła 141 mieszkańców.